# Championnats du monde de biathlon 1975
Les Championnats du monde de biathlon 1975 se tiennent du 14 au 16 février 1975 à Antholz-Anterselva, dans la province de Bolzano, dans le Trentin-Haut-Adige (Italie).

## Les podiums
| Épreuve            | Or                                                                | Argent                                                                                     | Bronze                                                           |
| Sprint 10 km H     | Nikolaï Krouglov                                                  | Aleksandr Yelizarov                                                                        | Klaus Siebert                                                    |
| 20 km individuel H | Heikki Ikola                                                      | Nikolaï Krouglov                                                                           | Esko Saira                                                       |
| Relais 4×7,5 km H  | Finlande Henrik Flöjt Simo Halonen Juhani Suutarinen Heikki Ikola | Union soviétique Alexandre Tikhonov Aleksandr Yelizarov Alexander Ushakov Nikolaï Krouglov | Pologne Jan Szpunar Andrzej Rapacz Ludwik Zięba Wojciech Truchan |

## Le tableau des médailles
| Médailles | Pays               | Or | Argent | Bronze | Ensemble |
| --------- | ------------------ | -- | ------ | ------ | -------- |
| 1         | Finlande           | 2  | 0      | 1      | 3        |
| 2         | Union soviétique   | 1  | 3      | 0      | 4        |
| 3         | Allemagne de l'Est | 0  | 0      | 1      | 1        |
| 3         | Pologne            | 0  | 0      | 1      | 1        |